# Paulinho da Força
Paulo Pereira da Silva (Porecatu, 25 de janeiro de 1956), conhecido também como Paulinho da Força, é um metalúrgico, sindicalista e político brasileiro filiado ao Solidariedade (SOLIDARIEDADE). Atualmente ocupa o cargo de presidente interino do partido, e também exerceu a função de vice-presidente de novembro de 2022 a junho de 2024. Ele liderou a sigla de outubro de 2013 a novembro de 2022. E em junho de 2024, a Executiva Nacional do Solidariedade o elegeu para comandar a agremiação novamente de forma interina, logo após a prisão de seu sucessor, Eurípedes Júnior.

## Vida pessoal
Paulinho da Força, nasceu em Porecatu (PR) no dia 24 de fevereiro de 1956, filho de Benedito Pereira da Silva e de Teresa Durval.
Metalúrgico, fez o curso de Inspetoria de Qualidade no Serviço Nacional de Aprendizagem Industrial (Senai) e trabalhou em uma indústria metalúrgica em São Paulo. Em 1991 foi eleito secretário-geral, e três anos depois, presidente do Sindicato dos Metalúrgicos de São Paulo e Mogi das Cruzes. Em 1994 também foi eleito presidente da Força Sindical.
Possui filhos do primeiro casamento, Alexandre e Juliana. Já foi casado com a também metalúrgica Elza de Fátima Costa Pereira, com a qual teve a filha Daniele. Elza é a vice-presidente do Sindicato dos Metalúrgicos de São Paulo e a coordenadora do "Centro Meu Guri", uma entidade que abriga crianças em situação de risco. Atualmente é casado com Samanta Costa, presidente da Fundação 1º de Maio.

## Carreira política
Em 1990, candidatou-se a deputado federal por São Paulo, mas foi derrotado.[carece de fontes?] Em 1996, entrou para o Partido Trabalhista Brasileiro (PTB), pelo qual foi candidato à vice-presidência em 2002 na chapa encabeçada por Ciro Gomes (à época, filiado ao PPS). Em 2004, foi candidato à prefeitura de São Paulo. Em 2003 deixou o PTB e filiou-se ao Partido Democrático Trabalhista (PDT). Foi candidato a prefeito da cidade de São Paulo em 2004 na legenda do PDT e ficou em quinto lugar.

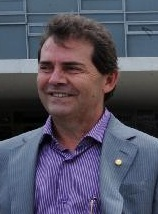
Paulo Pereira da Silva em 2012.

Em 2006, foi eleito deputado federal por São Paulo, tendo sido o 6º candidato mais votado do Estado e o 12º do país com 287.443 votos, tendo sido reeleito em 2010 e em 2014. Em 2012, foi novamente candidato à prefeitura paulistana.
Votou a favor da prorrogação da Contribuição Provisória sobre Movimentação Financeira (CPMF), proposta que foi rejeitada pelo Senado no final de 2007. Em junho de 2008 votou a favor da criação da Contribuição Social para a Saúde (CSS), que a oposição ao governo de Luíz Inácio Lula da Silva definiu com uma tentativa de recriação da CPMF. Apesar de ter sido aprovado na Câmara, o projeto não recebeu a aprovação do Senado.
Foi reeleito deputado federal em 2014, para a 55.ª legislatura (2015-2019), pelo SDD. Votou a favor do Processo de impeachment de Dilma Rousseff. Já durante o Governo Michel Temer, votou a favor da PEC do Teto dos Gastos Públicos. Em abril de 2017 foi contrário à Reforma Trabalhista. Em agosto de 2017 votou contra o processo em que se pedia abertura de investigação do então presidente Michel Temer, ajudando a arquivar a denúncia do Ministério Público Federal.
No dia 19 de setembro de 2018, em meio ao "toma lá da cá das costuras eleitorais", foi cogitado a volta do imposto sindical, aprovado na reforma trabalhista, foi o principal fiador da volta do imposto sindical, ligado à Força Sindical. O Solidariedade, integra o Centrão ao lado de DEM, PR, PP e PRB, exigiram a criação de um novo modelo de financiamento dos sindicatos para embarcar na pré-candidatura de Geraldo Alckmin à Presidência da República, líderes do bloco se apressaram em informar que o PSDB, que teve papel importante na aprovação da reforma, teria aceitado rever a questão do imposto sindical. Em 20 de setembro, Alckmin se pronunciou em sua conta no Twitter escrevendo que não vai revogar "nenhum dos pontos da reforma trabalhista" e que não havia “plano de trazer de volta a contribuição sindical, ao contrário do que está circulando nas redes”.
O Tribunal Regional Federal da 3ª Região (TRF3) cassou o direitos políticos durante um período de cinco anos, e condenou ao pagamento de multa, calculada com base no valor contratado com dispensa de licitação, proibição de contratar com o poder público ou receber benefícios ou incentivos fiscais ou creditícios, direta ou indiretamente, pelo prazo de cinco anos, cabendo recurso. O artigo 1º da Lei de Inelegibilidade, que foi editada pela Lei da Ficha Limpa, diz que: não poderá ser eleito aquele que foi condenado “em decisão transitada em julgado ou proferida por órgão judicial colegiado”. Portanto, como ainda há recurso em tramitação, Paulinho da Força permanece elegível.
Nas eleições gerais de 2022 não foi reeleito deputado federal por São Paulo, obtendo apenas 64.137 votos, mas foi o primeiro suplente do seu partido. Em 30 de novembro de 2023, tomou posse para seu quinto mandato na Câmara depois de o TSE cassar o mandato do deputado federal Marcelo Lima por infidelidade partidária.

## Controvérsias

### Improbidade administrativa
Foi condenado em 2011 a pagar multa civil de cerca de um milhão de reais por improbidade administrativa na aplicação de três milhões de reais em recursos públicos. Conforme a sentença do juiz João Batista Machado, da 1ª Vara Federal de Ourinhos, a quantia será revertida para a União. Ainda caberá recurso. Os três milhões de reais seriam usados para comprar uma fazenda no interior de São Paulo e assentar no local 72 famílias, e os proprietários das terras teriam se beneficiado com sobrepreço no imóvel, que, segundo avaliação de peritos do Ministério Público Federal, valia 1,29 milhão de reais. A compra foi realizada por 2,3 milhões de reais. Na época, a Força Sindical, presidida por Paulinho, participava do conselho do Banco da Terra, do Ministério do Desenvolvimento Agrário, que liberou os recursos. A ação pedia ainda a perda da função pública e a suspensão dos direitos políticos do deputado, o que foi negado pelo Juiz.

### Apoio a Eduardo Cunha
Paulinho é conhecido por fazer parte da chamada "Tropa de Choque de Cunha", grupo de nove deputados federais que teve como objetivo obstar no Conselho de Ética todas as tentativas de investigação e punição do ex-presidente da Câmara dos Deputados Eduardo Cunha, o qual possui contas em seu nome na Suíça. Trabalhou ativamente na campanha do colega de partido à presidência da Câmara. No Conselho de Ética, era um dos deputados mais atuantes na defesa de Cunha. Durante o processo apresentou reiterados questionamentos nas sessões do Conselho de Ética, como uma manobra para adiar ao máximo o andamento do processo.
Opôs-se através de voto à admissibilidade do processo que pedia a cassação do mandato de Cunha, então o presidente da Câmara, juntamente com outros oito deputados federais. Teve seu voto vencido, contra 11 deputados que posicionaram-se favoráveis à abertura do processo.

## Condenação
Em 5 de junho de 2020, foi condenado pela primeira Turma do Supremo Tribunal Federal (STF) a 10 anos e 2 meses de prisão por crime contra o Sistema Financeiro Nacional e pelos crimes de lavagem de dinheiro e associação criminosa. A decisão é referente a uma denúncia de 2012 pela Procuradoria-Geral da República (PGR), acolhida pelo STF em 2015.

## Desempenho eleitoral
| Ano  | Eleição                | Coligação                          | Partido       | Candidato a      | Votos               | Resultado             |
| ---- | ---------------------- | ---------------------------------- | ------------- | ---------------- | ------------------- | --------------------- |
| 2002 | Presidencial no Brasil | Frente Trabalhista (PPS, PTB, PDT) | PTB           | Vice-presidente  | 10.170.882 (11,97%) | Não eleito (4º lugar) |
| 2004 | Municipal de São Paulo | sem coligação                      | PDT           | Prefeito         | 86.549 (1,40%)      | Não eleito (5º lugar) |
| 2006 | Estadual em São Paulo  | sem coligação                      | PDT           | Deputado federal | 287.443 (1,60%)     | Eleito                |
| 2010 | Estadual em São Paulo  | sem coligação                      | PDT           | Deputado federal | 267.208 (1,38%)     | Eleito                |
| 2012 | Municipal de São Paulo | sem coligação                      | PDT           | Prefeito         | 38.750 (0,63%)      | Não eleito (7º lugar) |
| 2014 | Estadual em São Paulo  | sem coligação                      | Solidariedade | Deputado federal | 227.186 (1,19%)     | Eleito                |
| 2018 | Estadual em São Paulo  | sem coligação                      | Solidariedade | Deputado federal | 75.613 (0,40%)      | Eleito                |
| 2022 | Estadual em São Paulo  | sem coligação                      | Solidariedade | Deputado federal | 64.137 (0,28%)      | Não eleito (suplente) |